# Вобґо
Вобґо (Вобоґо) (бл. 1850–1904) — останній незалежний моро-наба (володар) держави мосі Вогодугу в 1889—1897 роках.

## Життєпис
Син моро-наби Куту. Народився близько 1850 року, отримавши ім'я Букарі Куту. 1871 року після смерті батька виступив проти старшого брата Санема, якого було оголошено володарем Вогодугу. Зазнавши поразки був схоплений та засланий до Банему (на кордоні держави).
1889 році після смерті Санема, що не мав спадкоємців, втрутився у боротьбу за владу. В результаті був оголошений новим моро-набою під ім'ям Вобґо (Слон). Але до 1890 року придушував повстання братів. Невдовзі проти нього виступив Баонго, нааба (володар) держави Ятенга. Втім невдовзі припинив протистояння.
1891 року прийняв французького офіцера і мандрівника Парфе-Луї Монтейля, що запропонував Вогодого протекторат Франції. Втім Вобґо відкинув пропозицію. Натомість 1894 року уклав договір про дружбу з Джорджем Фергюсоном, губернатором британської колонії Золотий берег. Але того ж року французи встановили протекторат над державою мосі Тенкодого, а 1895 році те ж саме зробила держава Ятенга.
Але Вобґо намагався зберегти незалежність, сподіваючись на допомогу британців. В свою чергу 1896 року французький загін вдерся до Вогодого, завдавши поразки армії мосі. 1897 року ворог захопити столицю Уагадугу, де поставив на трон Сіґірі. Але Вобґо продовжив боротьбу, відступаючи на південь. Зрештою загинув в колонії Золотий берег у січні 1904 року.